# Empis golubi
Empis golubi är en tvåvingeart som beskrevs av Shamsev 2001. Empis golubi ingår i släktet Empis och familjen dansflugor. Inga underarter finns listade i Catalogue of Life.